# Ralph Rüegg
Pour les articles homonymes, voir Reich (homonymie).
Ralph Rüegg, né le 23 mai 1973  est un bobeur suisse.